# Ikscheltaschel
Ikscheltaschel er en Hip Hop-trio fra Danmark. Gruppen består af Kresten Osgood, Jenno (Jens Bjørnkjær) og Søren Kjærgaard. Gruppen havde en humoristisk tilgang til sprog, lyd og bevægelse. Med et selv-opfundet vokabularium. 

## Diskografi
- Ikscheltaschel (2001)
- IkschelTaschel 2 (2004)